# Pian Jaya
Pian Jaya is een bestuurslaag in het regentschap Musi Rawas van de provincie Zuid-Sumatra, Indonesië. Pian Jaya telt 1348 inwoners (volkstelling 2010).